# FN:s ekonomiska och sociala kommission för Asien och Stillahavsområdet
Ekonomiska och sociala kommissionen för Asien och Stillahavsområdet, som brukar förkortas ESCAP eller UNESCAP (från det engelska namnet [United Nations] Economic and Social Commission for Asia and the Pacific), är Förenta nationernas ekonomiska och sociala kommission för Asien och Stillahavsregionen. Det är ett av fem regionala organ under FN:s ekonomiska och sociala råd. Huvudkontoret finns i Bangkok, Thailand.